# Cymothoe oemilius
Cymothoe oemilius là một loài bướm trong họ Nymphalidae. Loài này được tìm thấy ở Nigeria, Cameroon, Guinea Xích Đạo, Gabon, Cộng hòa Congo, Cộng hòa Trung Phi và Cộng hòa Dân chủ Congo. Môi trường sinh sống của loài này ở rừng nhiệt đới.
Ấu trùng được tìm thấy trên các cây Caloncaba.

## Phân loài
- Cymothoe ochreata oemilius (Nigeria: phía đông và Cross River loop, Cameroon, Gabon, Congo, Cộng hòa Trung Phi, Cộng hòa Dân chủ Congo)
- Cymothoe ochreata fernandina Hall, 1929 (đảo Bioko)